# Estadio ciudad de Gabala
El Estadio ciudad de Gabala es un estadio de usos múltiples situado en la ciudad de Gabala (Qabala), Azerbaiyán. El recinto posee una capacidad para 4,000 personas y es utilizado por el club FK Qäbälä de la Liga Premier de Azerbaiyán.
El estadio de la ciudad de Gabala se construyó en 1985 sobre la base de una fábrica de tabaco local. La superficie total del complejo es de 6 hectáreas. En 2005 se iniciaron exhaustivos trabajos de reparación y reconstrucción. Se instalaron 2.000 sillas de plástico y se renovó el césped. En 2006 se construyeron vestuarios modernos y un gimnasio, nuevas gradas y la instalación de un marcador electrónico.
Actualmente, el estadio principal, tiene una capacidad de 4.000 espectadores para las competiciones nacionales y 2.000 espectadores para las competiciones internacionales. El Gabala City Stadium cumple con los criterios de Categoría 2 de la UEFA para competiciones y partidos internacionales de clubes.
El estadio ha albergado en tres oportunidades la final de la Copa de Azerbaiyán, en los años 2015, 2018 y 2022.